# República de l'Iraq (1968-2003)
La República de l'Iraq, del 1968 al 2003, va ser governada per un règim de partit únic sota la presidència d'Ahmad Hassan al-Bakr i Saddam Hussein líders del partit Baas. Aquest període es va iniciar amb un fort creixement econòmic, però va acabar amb una caiguda en el poder adquisitiu. L'ingrés anual mitjà es va reduir a causa de diversos factors externs i interns del règim.
Abdul Rahman Aref, llavors president de la república i Tahir Yahya, el seu primer ministre, va ser enderrocat pel cop d'Estat baasista de 17 juliol 1968, que va conduir per Ahmad Hassan al-Bakr, un membre del Partit Baas. El Partit Baas, que havia ocupat anteriorment el poder el 1963 va ser impulsat principalment per al-Bakr i Saddam Hussein. Durant el president Al-Bakr, floreix l'economia de l'Iraq. No obstant això, diversos factors amenacen l'estabilitat interna del país, inclòs el conflicte del país amb l'Iran i la comunitat xiïta. El conflicte extern va ser el conflicte de la frontera amb l'Iran, que podria contribuir a la guerra Iran-Iraq.
Saddam Hussein es va convertir en el president 16 juliol 1979, durant una onada de protestes contra el règim a l'Iraq liderada per la comunitat xiïta. El Partit Baas, que era de naturalesa secular, les manifestacions varen ser reprimides durament. Un altre canvi va ser la política exterior cap a l'Iran, un país musulmà xiïta. El deteriorament de les relacions va portar finalment a la guerra entre l'Iran i l'Iraq, que va començar quan l'Iraq va llançar una invasió a gran escala de l'Iran el 1980. Iran, que acabava d'experimentar una revolució, i tothom creia baixa la maquinària militar iraquiana. Això va resultar ser fals, i la guerra va durar vuit anys. L'economia es va deteriorar durant la guerra, i a l'Iraq s'havia tornat dependent de les donacions estrangeres. Finalment. l'Iraq i l'Iran van signar un alto el foc el 1988.